# میرشکار
میرشکار یکی از طوایف سیستانی در استان سیستان و بلوچستان ایران است.
نام اصلی طایفه میرشکار دلیر یا طویل بوده و از زمان کدخدا علی اکبرخان میرشکار و دوستمحمد خان میرشکار طویل ملقب به سردار قاطع مشهور شده‌اند. از لحاظ لغوی میرشکار به کسی گفته می‌شود که وظیفهٔ حفاظت و نگهبانی را از زمان خرمن تا مرحله کوبیدن و برداشت و تقسیم غله عهده‌دار می‌باشد و یا پاسدار و زورمند منطقه تحت سلطه خویش باشد.
در زمان سردار پردل خان سرابندی که رقابت پنهان و آشکاری با خاندان اسدالله علم که رقیب و دشمن سرسخت خاندان میرشکار بویژه کلنل دوست محمد خان به علت ناراحتی و دلخوری رضا شاه از او بوده‌است داشته و روابط خالصانه‌ای با سردار پردل خان برقرار ساخته و حمایت از دشمن خونی خودی را بر دوستی بیگانه ترجیح دادند و با تمام قدرت کدخدا علی اکبر خان و کلنل دوست محمد خان میرشکار از سردار پردلی حمایت کردند و از آنجا که دوستی سردار پر دلی خان با حاجی میرشکار بسیار نزدیک و صمیمی بود وی به روستای دولت آباد  مهاجرت و در نزدیکی محل زندگی  سردار پردلی اقامت گزید و تا پایان عمر سردار به عنوان دوست و همراه همیشگی و وفادار، وی را همراهی نمود.
نظر به محل اقامت اولیه طایفه میرشکار در سیستان در منطقه شیب آب و در زمین‌ها و مناطق قدرت خود و سران طایفه سرابندی اسکان داشته‌اند. به علت نزدیکی جوار طایفه میرشکار با سواحل دریاچه هامون و منطقه شکار ارباب زادگان میرشکار و ارباب زادگان کیانی و سردار زادگان سرابندی ممکن است این طایفه بخاطر قدرت نظامی و جنگجویان بی باکش شدیدا مورد حسد طبقات مرفه بوده باشند و کینه و عداوت آنها از همان زمان سر گرفته باشد که بعد از انقلاب اسلامی و از بین رفتن خان و ارباب اختلافات فی مابین کلا فراموش شد. طایفه میرشکار، طایفه بزرگی است طوایف دیگری را نیز در زیرمجموعه خود در بر می‌گیرد، نظیر طایفه سرهنگی که تیره ای از طایفه بزرگ میرشکار می‌باشد.